# جوزفین سی.لونی
جوزفین کریر لونی (به انگلیسی: Josephine Carrier Lawney)(زاده ۲۹ آوریل ۱۸۸۱ – درگذشته ۲۷ فوریه ۱۹۶۲) پزشک آمریکایی، مدیر کالج و مبلغ باپتیست پزشکی در چین بود. او رئیس کالج پزشکی زنان مسیحی در شانگهای بود.

## اوایل زندگی
جوزفین کریر لونی در شیکاگو متولد شد و در ریدسبورو، ورمونت بزرگ شد، او دختر جوزفین روزلا کریر لافنا و جیمز ای لافنا بود. هر دو پدر و مادر در نیوانگلند متولد شده‌بوند. ((نام‌های لاونا و لانی به‌طور مشابه تلفظ می‌شدند؛ جوزفین و خواهرش بتی جین از املای دوم استفاده کردند. مادرش وقتی جوزفین پانزده ساله بود فوت کرد و دختران لونی توسط خویشاوندانشان به نام کروزیر بزرگ شدند. او در یک کارخانه تولید صندلی در ورمونت کار می‌کرد تا هزینه زندگیش و تحصیلات دانشگاهی اش را بپردازد. وی در سال ۱۹۱۶ مدرک پزشکی خود را از کالج پزشکی زن پنسیلوانیا کسب کرد.

## حرفه
لاونی پس از دریافت مدرک پزشکی در بیمارستان سل پیتسبورگ مشغول به کار شد. او در سال ۱۹۱۹ توسط انجمن مأموریت خارجی زن باپتیست آمریکایی به عنوان مبلغ از سال ۱۹۱۹ تا ۱۹۴۳ به بیمارستان مارگارت ویلیامسون و کالج پزشکی زنان مسیحی در شانگهای اعزام شد. او استاد و رئیس دانشکده پزشکی شد. یادگرفت که ماندارین صحبت کند، و روی سل، بری بری و کم خونی در چین مطالعه کرد. در سال ۱۹۲۵، او در کنفرانسی در دانشگاه جانز هاپکینز با موضوع «روابط آمریکا با چین» شرکت کرد. پس از جشن گرفتن پنجاهمین سالگرد تولدش در شانگهای، از سال ۱۹۳۱ تا ۱۹۳۳ در ایالات متحده مرخصی تحصیلی گرفت.
در طول جنگ چین با ژاپن، او پناهندگان را در اردوگاهی در نزدیکی شانگهای درمان می‌کرد. هنگامی که ایالات متحده وارد جنگ جهانی دوم شد، لاونی به عنوان یک دشمن بیگانه از سال ۱۹۴۱ تا ۱۹۴۳ بازداشت شد و به عنوان پزشک در اردوگاه زندان کار کرد. او در سال ۱۹۴۳ به ایالات متحده بازگشت و در مورد تجربیات خود در دوران بازداشت صحبت کرد، در حالی که در دانشگاه کلمبیا نیز تحصیل می‌کرد. از سال ۱۹۴۶ تا ۱۹۴۸، او برای تأسیس یک مرکز خدمات پزشکی به چین بازگشت، زمانی که مبلغان زیادی اجازه ورود به چین را نداشتند.
از سال ۱۹۴۸به ایالات متحده بازگشت، و تا سال ۱۹۵۵ که بازنشسته شد، در دفتر پزشکی ماموریت‌های وابسته کار کرد و به تأسیس یک کلیسای باپتیست در لانگ آیلند کمک کرد.

## زندگی شخصی
لاونی دوست صمیمی مارگارت تریت دوان، دختر سرود نویس ویلیام هاوارد دوان بود. در سال ۱۹۴۸، کلیسای زادگاهش در ریدسبورو، ورمونت، لوحی را به افتخار کار تبلیغی او اختصاص داد. لاونی در سال ۱۹۶۲، در سن ۸۰ سالگی، در بیمارستانی در شهر نیویورک، پس از چندین ماه بیماری درگذشت. قبر او در هارتولویل، ورمونت است.